# Gabriele Badorek
Gabriele „Gabi“ Badorek (* 20. September 1952 in Rostock, auch Soltau-Badorek) ist eine ehemalige deutsche Handballspielerin. Mit der Nationalmannschaft der Deutschen Demokratischen Republik gewann sie bei den Olympischen Sommerspielen 1976 die Silbermedaille. Die Rückraumspielerin trat im Juni 1974 unter dem Namen Soltau-Badorek auf.

## Karriere
Auf Vereinsebene spielte Badorek für den SC Empor Rostock in der Oberliga. Nach dem Umbruch in Folge des schlechten Abschneidens bei der Weltmeisterschaft 1973 wurde Badorek im März 1974 für das fünfte Länderturnier des Deutschen Handballverbandes (DHV) um den DFD-Pokal in Neubrandenburg erstmals in die Nationalmannschaft berufen. Mit fünf Treffern beim 11:11-Unentschieden im letzten Turnierspiel gegen Jugoslawien trug sie maßgeblich zum zweiten Platz unter sechs Mannschaften bei. Am 21. Juni 1976 wurde Badorek vom Nationalen Olympischen Komitee der DDR in das 14-köpfige Aufgebot der Nationalmannschaft für die Olympischen Sommerspiele 1976 im kanadischen Montreal berufen. Bei den Spielen Ende Juli 1976 gewann Badorek mit der Nationalmannschaft die Silbermedaille; die 180 cm große und 75 kg schwere Spielerin kam in allen fünf Partien zum Einsatz und erzielte dabei drei Treffer. Im Februar 1977 kam Badorek wohl zu ihrem letzten Einsatz für die A-Nationalmannschaft, einen Monat später wurde sie in der B-Nationalmannschaft eingesetzt. Für ihren Rostocker Heimatverein spielte Badorek noch mindestens bis Februar 1978.